# Halicyclops lanceolatus
Halicyclops lanceolatus – gatunek widłonoga z rodziny Halicyclopidae. Nazwa naukowa tych skorupiaków została opublikowana w 2012 roku przez południowokoreańskich biologów Lee Ji-mina i Chang Cheon-younga.